# Koło
Koło är en stad i Storpolens vojvodskap i centrala Polen. Koło, som erhöll stadsrättigheter år 1362, hade 22 961 invånare år 2014.

## Historia
I december 1940 koncentrerades Kołos judar i ett getto. Året därpå mördades dessa judar. De återstående judarna fördes till Chełmno där de mördades i gasvagnar och begravdes i massgravar